# (8954) Baral
(8954) Baral est un astéroïde de la ceinture principale.

## Description
(8954) Baral est un astéroïde de la ceinture principale. Il fut découvert le 20 mars 1998 à Socorro (Nouveau-Mexique) par le projet LINEAR. Il présente une orbite caractérisée par un demi-grand axe de 2,26 UA, une excentricité de 0,13 et une inclinaison de 5,0° par rapport à l'écliptique.

## Compléments